# Saint-Sornin-Lavolps
 Saint-Sornin-Lavolps  là một xã thuộc tỉnh Corrèze trong vùng Nouvelle-Aquitaine miền trung Pháp.